# Сойфер, Иосиф Адамович
Иосиф Адамович Сойфер (1882, Николаев — 1981, Париж) — российский и французский театральный актёр, театральный педагог и кинорежиссёр.

## Биография
Окончил Николаевское реальное училище. В 1905 окончил курс Николаевского политехникума. В 1907, после окончания школы МКТ, был принят в труппу В. Мейерхольда. В 1910 перешёл в киевский театр Н. Соловцова. Преподавал в драматической школе им. Лысенко. В кино с 1913 года. Работал в Киеве на киностудии «Светотень» С. Писарева.
В 1916 году переехал в Москву, где продолжил свою режиссёрскую карьеру. В том же году вернулся в Киев. Преподавал в «Музыкально-драматических курсах» А. Тальновского, в 1919 — в «Кинематографических курсах» Г. Азагарова.
С 1920 года — в эмиграции. Работал в Софии главным режиссёром Болгарского театра оперы и драмы. В 1921 году переехал в Берлин, где поставил несколько фильмов. В 1922 преподавал в Берлине в учебной студии «Киноискусство». С 1923 года работал там же редактором журнала «Киноискусство».
С 1929 года — в Париже. Во время Второй мировой войны во Франции взял псевдоним Осипов. С конца 1950-х занимался прокатом советских фильмов во Франции. В 1973 году посетил Советский Союз в качестве гостя Московского кинофестиваля.

## Фильмография (режиссура)
- 1913 «Тайны Киева, или Процесс Бейлиса» — игровой фильм об известном процессе над Менделем Бейлисом.
- 1914 «Казнённый жизнью» («Страдалица Лея») — студия «Светотень» (драма из жизни еврейском молодёжи).
- 1914 «Месть жидовки».
- 1915 «Рабыни роскоши и моды» (по роману Э. Золя «Дамское счастье»).
- 1915 «Униженные и оскорблённые» (по одноимённому роману Достоевского).
- 1916 «Великая страсть» (о связи ловеласа с замужней женщиной).
- 1916 «Изобретательность любви» (реж. под вопросом).
- 1916 «Убийство на постоялом дворе» («Польский еврей») (по роману Эркмана-Шатриана «Тайна известковой печи»).
- 1917 «За правду».
- 1917 «За что?».
- 1917 «Не строй счастья своего на жене и ребёнке».
- 1917 «Украденная юность».
- 1918 «Азиадэ» (экранизация одноимённого балета).
- 1918 «Бурей жизни смятые».
- 1918 «Во власти дикой страсти» (по роману Холл Кейна «Блудный сын»).
- 1918 «Жалобная книга» (по одноимённому рассказу Чехова).
- 1918 «Ожившее гнездо» (2 серии).
- 1919 «Возбуждение» (о профилактике сифилиса).
- 1919 «Ненужная победа» (реж. под вопросом).
- 1919 «Пусть завтра смерть — сегодня мы живём» (драма из закулисной кинематографической жизни).
- 1919 «Ренегат» (на пацифистскую тему).
- 1919 «Родион Раскольников» (реж. под вопросом).
- 1919 «Улицей распятая».

Снял ряд фильмов на московских киностудиях.